# Parlement des Îles Cook
16e législature
Bâtiment du Parlement
Le Parlement des Îles Cook (en anglais : Parliament of the Cook Islands ; en maori des îles Cook : Te Marae Akarau Vānanga o te Kuki Airani) est l'organe législatif monocaméral des Îles Cook. Initialement créé par l'administration coloniale de la Nouvelle-Zélande, il est devenu le pouvoir législatif des îles à la suite de l'indépendance partielle en 1965 leur conférant une large autonomie dans la plupart des domaines législatifs hormis sur les questions de souveraineté. 
Il est composé de 24 membres élus au suffrage universel direct au scrutin uninominal majoritaire à un tour dans autant de circonscriptions. Les membres sont élus pour un mandat de quatre ans sauf en cas de dissolution.

## Système politique
Les Îles Cook sont un État associé ayant délégué une partie de sa souveraineté à la Nouvelle-Zélande. Le modèle politique du pays est fondé sur le système de Westminster avec un parlement qui produit et contrôle le Premier ministre et son gouvernement. L'article 13.2.a de la constitution des Îles Cook stipule ainsi que le représentant du roi nomme Premier ministre le député qui dispose de la confiance d'une majorité au Parlement.

## Système électoral
Le Parlement des Îles Cook est composé de vingt-quatre sièges pourvus pour quatre ans au scrutin uninominal majoritaire à un tour dans autant de circonscriptions,.

## Partis
Il y a deux principaux partis politiques. Les Parti des îles Cook (CIP) du Premier ministre Henry Puna, au pouvoir depuis les législatives de 2014. Nationaliste, visant la sauvegarde de la culture des Îles Cook, il est généralement considéré plus à gauche que le Parti démocrate, de tendance libérale et dirigé par William Heather, chef de l'opposition. Au parlement, les démocrates sont alliés au Mouvement pour l'unité des Îles Cook (One Cook Islands Movement, OCIM), fondé en amont des élections de 2014.

## Présidents
Le président du Parlement est nommé par le Premier Ministre. Liste des présidents :
- Niki Rattle, du 22 mai 2012 au 15 février 2021[6] ;
- Tai Tura, depuis le 15 février 2021[7].